# Gueréza běloramenná
Gueréza běloramenná (Colobus polykomos) je druh opice z čeledi kočkodanovití (Cercopithecidae), podčeledi hulmanů (Colobinae) a rodu Colobus.

## Výskyt
Gueréza běloramenná se vyskytuje v pralesním bloku západní Afriky. Obývá region od jižního Senegalu přes Guineu-Bissau, Guineu, Sierru Leone a Libérii až po řeku Sassandra v Pobřeží slonoviny. Směrem na východ ji nahrazuje gueréza límcová (C. vellerosus), s níž tento druh vytvářel hybridní roj. Ten je dnes již pravděpodobně vyhubený, přičemž gueréza límcová samotná se řadí k nejvzácnějším primátům světa.
Gueréza běloramenná se soustředí především do oblasti neporušených deštných a galeriových lesů, občasně může přežívat v lesích druhotných. Žije ve vyšších nadmořských výškách.

## Popis
Gueréza běloramenná dosahuje velikosti 45 až 72 cm, délka ocasu činí 52 až 100 cm. Hmotnost se pohybuje v rozmezí 5 až 14 kg, přičemž samci bývají o něco mohutnější než samice (pohlavní dimorfismus). Typický samec váží v průměru asi necelých 10 kg, zatímco typická samice dosahuje hmotnosti nepřesahující 8,3 kg.
Gueréza běloramenná se řadí do skupiny tzv. černobílých gueréz. Její tmavou srst doplňují stříbřité, prodloužené chlupy na ramenou a přední části předloktí, ocas má bílou barvu. Tvář lemuje stříbrošedá srst.

## Chování
Gueréza běloramenná žije v malých sociálních skupinách složených ze 3 až 4 dospělých samic a 1 až 3 dospělých samců. Jedna skupina si vydržuje domovské území o rozloze asi 22 ha, tato území se mohou často vzájemně překrývat. Areál výskytu guerézy běloramenné protíná areál výskytu mj. guerézy zelené (Procolobus verus) a guerézy červené (Piliocolobus badius). Samice gueréz červených dokonce občasně směřují tetičkovské chování vůči mláďatům gueréz běloramenných.
Guerézy běloramenné jsou vysoce stromové, krmit se mohou ale také na zemi. Jídelníček tvoří především listy a semena, získávaná z nezralých plodů. Potravu pomáhá trávit složený, někokolikakomorový žaludek.
Rozmnožování tohoto druhu může být celoroční, anebo se shodovat s cykly období sucha a období dešťů, aby se mláďata rodila do ideálních podmínek. Březost činí asi 175 dní, poté samice porodí nejčastěji jediné mládě. Rodičovské chování ze strany samců se neobjevuje. Po dosažení pohlavní dospělosti zřejmě zůstávají samice filopatrické, věrné domovskému území, zatímco mladí samci se z rodné skupiny rozptylují.

## Ohrožení
Mezinárodní svaz ochrany přírody (IUCN) považuje guerézu běloramennou za ohrožený taxon, přičemž k roku 2020 odhaduje, že populace těchto opic postihl za posledních 30 let (resp. tři generace) pokles o více než polovinu. Hlavním ohrožujícím faktorem je lov pro maso. Guerézy jsou v oblasti západní Afriky oblíbeným druhem tzv. bushmeatu a průzkum místních trhů na hranici Libérie a Pobřeží slonoviny odhalil, že zde tyto opice tvoří více než desetinu prodávaného masa. Lov však probíhá na celém území. Na tento problém se nabaluje rovněž ztráta, degradace a fragmentace původních lesů. Oblast patří mezi nejvážněji ohrožené lesní systémy na světě, přičemž tento problém ještě podtrhuje rostoucí lidská populace v regionu, vyžadující stále více přírodních zdrojů.